# Apple 信義A13

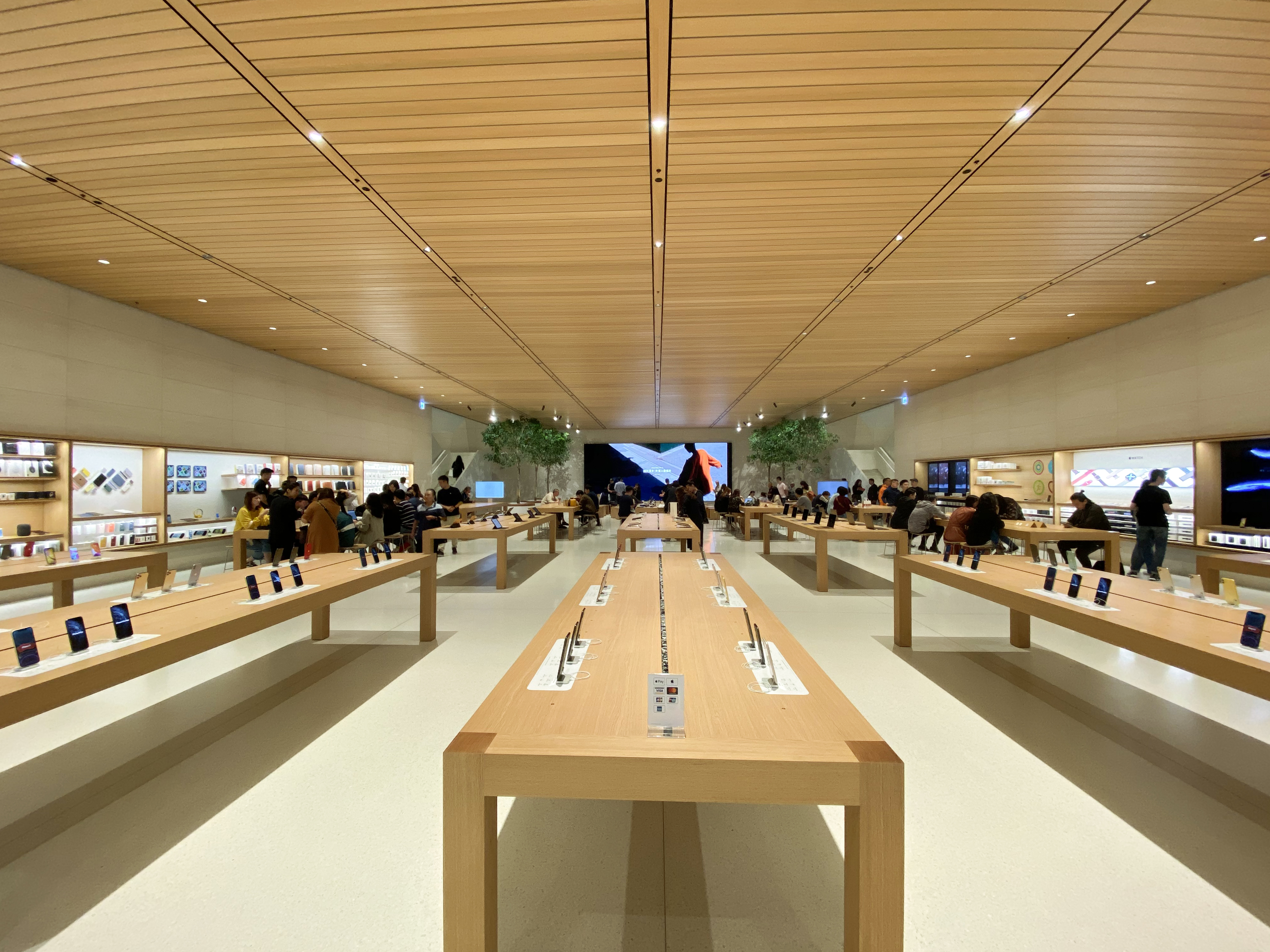
地下一樓

Apple信義A13（英語：Apple Xinyi A13）是蘋果公司在臺灣臺北市信義區開設的一家Apple Store（蘋果直營店），於2019年6月15日正式開業，是繼Apple 臺北101之後在臺灣及臺北市的第二家Apple Store，亦是全球第506家、在臺第一家獨立街邊店、以及在臺第一家旗艦店規格的Apple Store。店名源自其所在的信義計畫區A13號地塊，與其建築後方於2019年12月25日開幕的遠百信義A13屬同一地塊，位處信義商圈的核心區域。建築設計為地上、地下各一層，地下一樓與遠百信義A13相連通。
該店目前提供產品的體驗和購買、Today at Apple講座、Genius Bar天才吧等服務，155名店員有一半來自其他蘋果直營店，總計可說超過10種語言。

## 設計
比照Apple芝加哥密西根大道全新旗艦店的設計形式，該建築物設計承襲了蘋果公司總部Apple Park訪客中心的設計，例如與Apple Park訪客中心相同材質的高達20英尺的玻璃帷幕、木材，以及室內的牆面和扶梯都與總部採用相同的大理石，而無把手的手扶梯以內凹切割大理石作法，也是從總部原版還原，屋頂則以金屬碳纖維材料的MacBook上蓋背板形式設計。通往地下一樓的階梯，兩段皆為13階，呼應了「A13」的店名，是該店建物設計中的隱藏驚喜。此外，Apple信義A13戶外造景融入大量的當地意象，其水池中心的黑色巨石概念是來自澎湖玄武岩；而池中不定時水霧的靈感，則來自於臺灣早上的塵霧，周圍種的樹木則是臺灣樟木，極具有臺灣的在地特色。

## 相片集

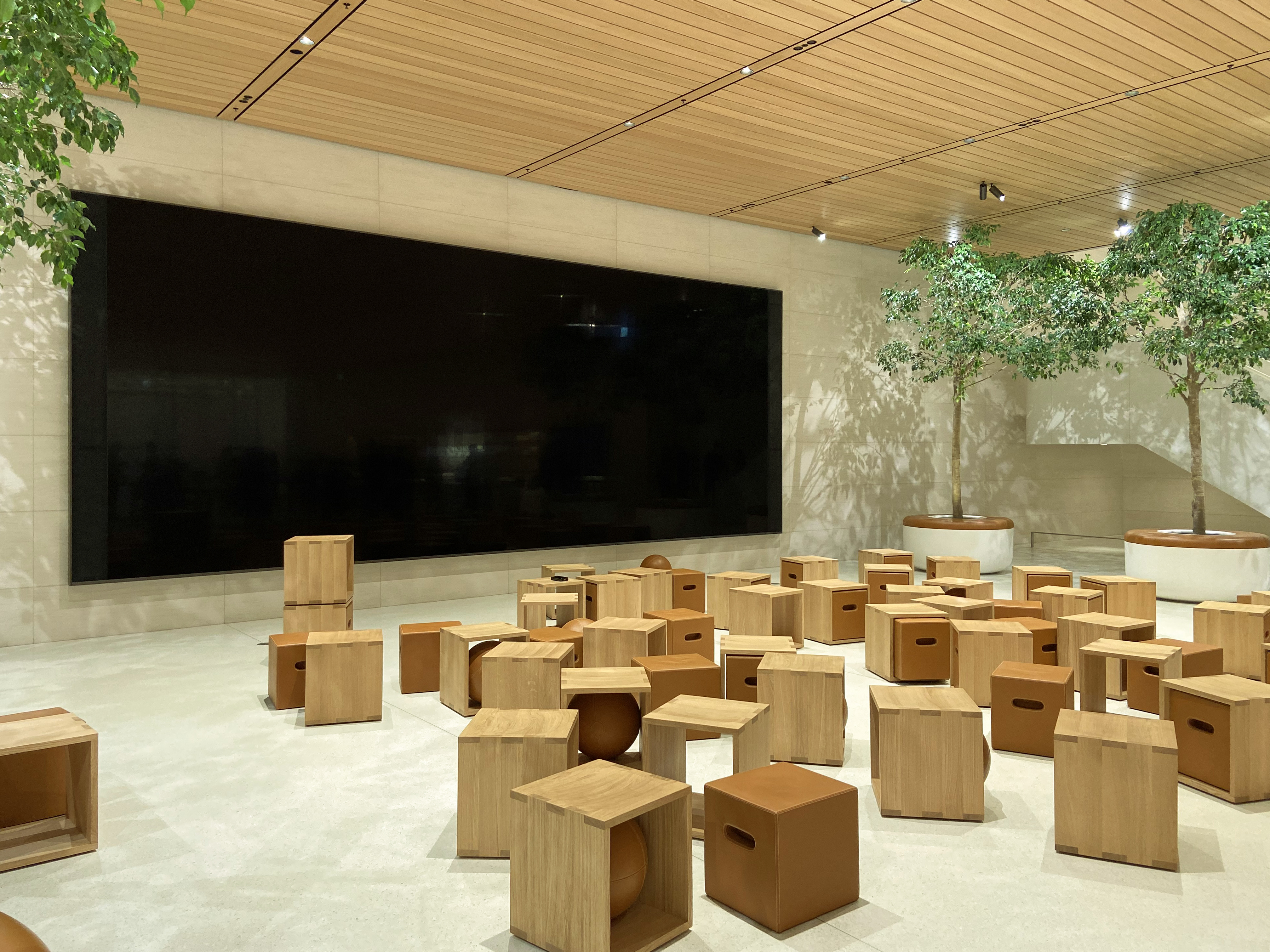
零售店地下一樓的Forum
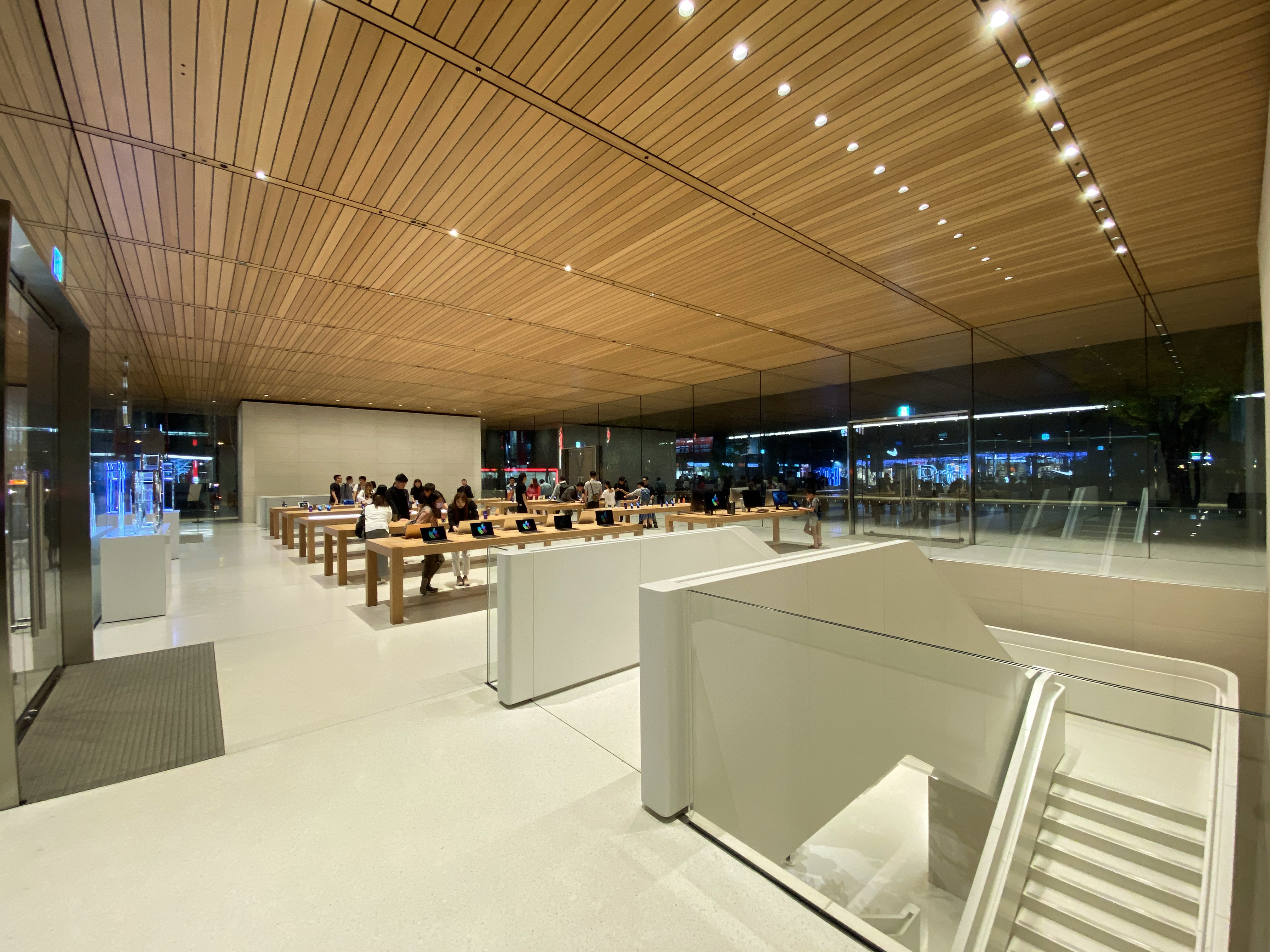
零售店1樓
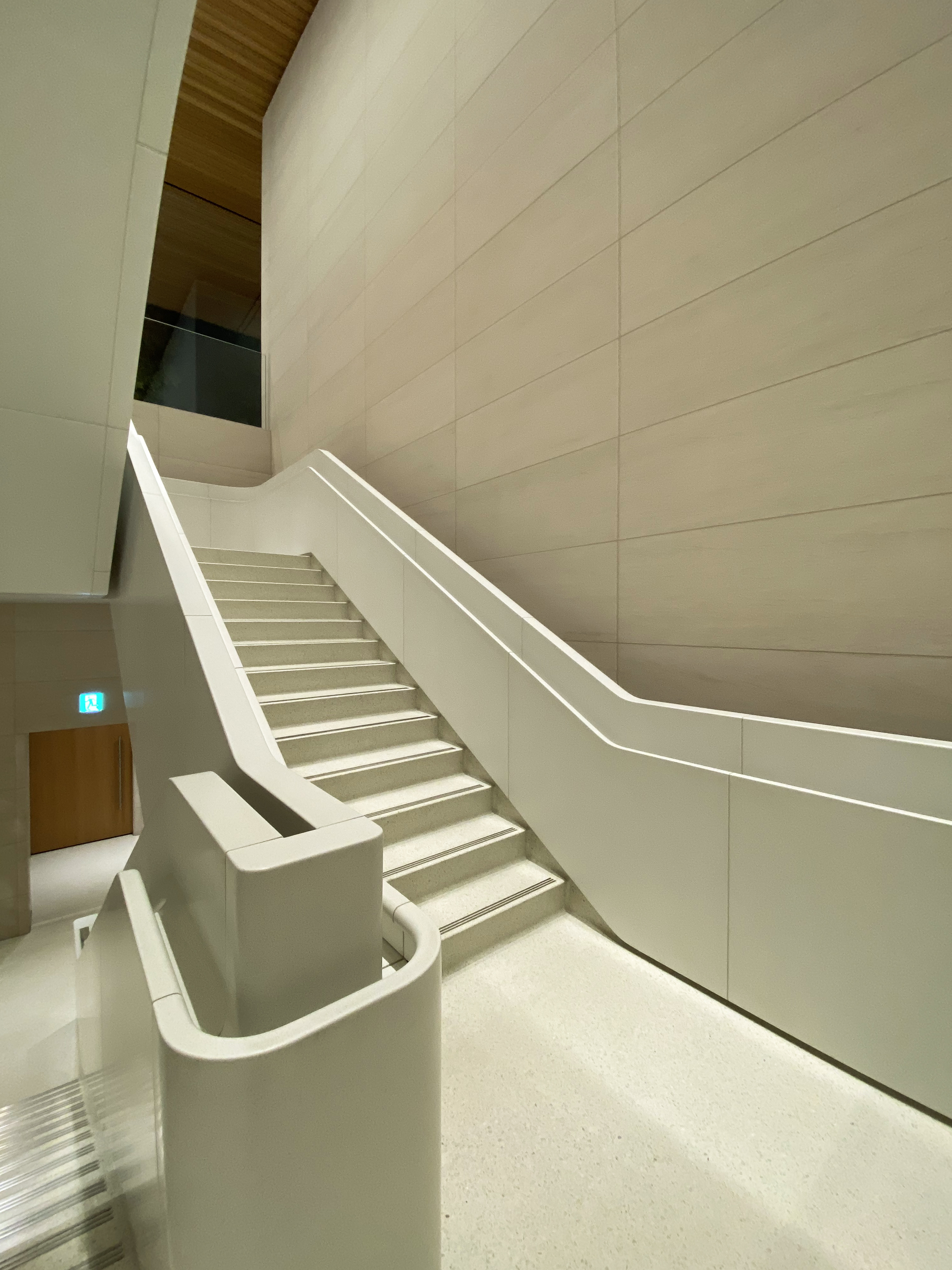
店內階梯都與總部採用相同的大理石
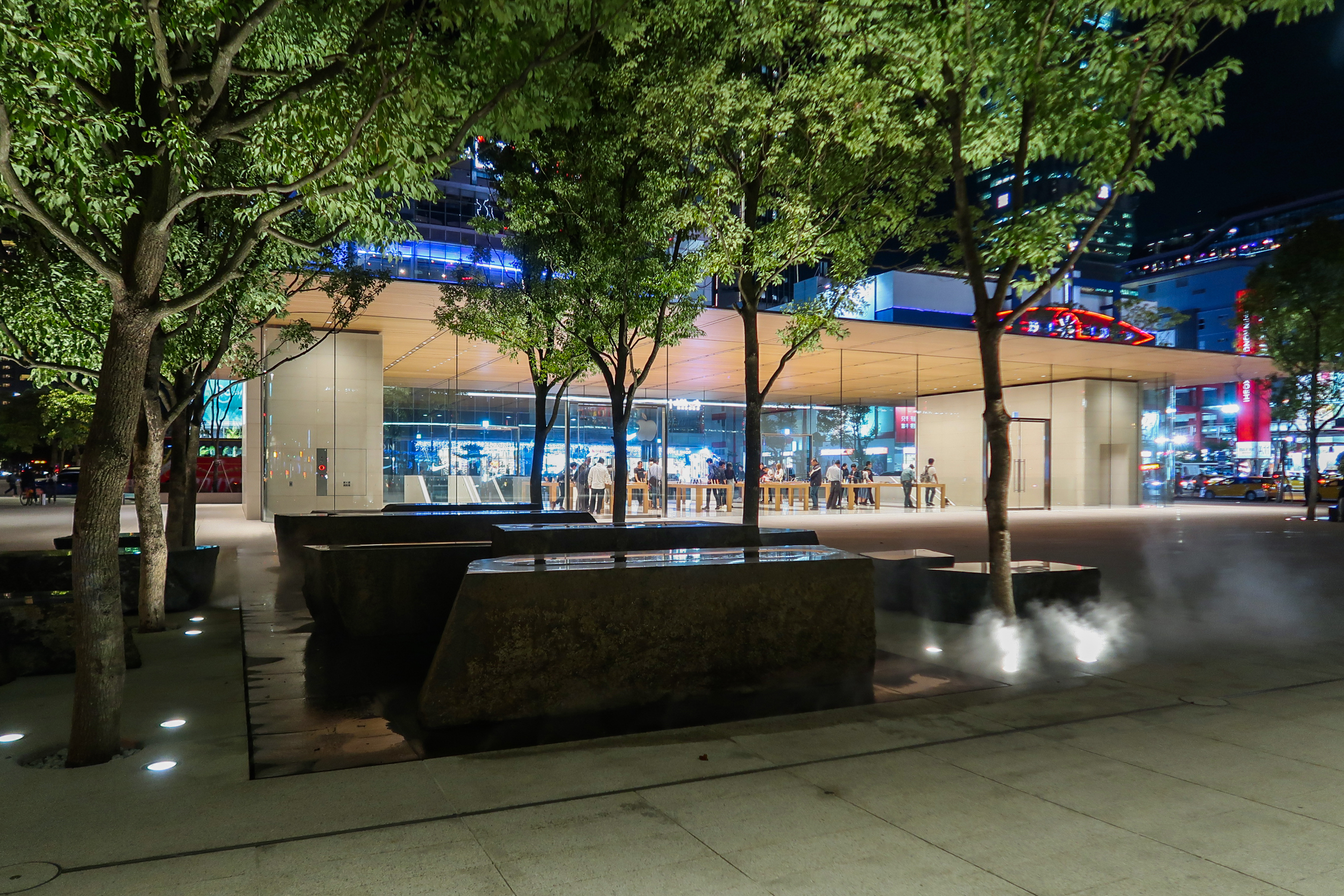
晚上的廣場水景
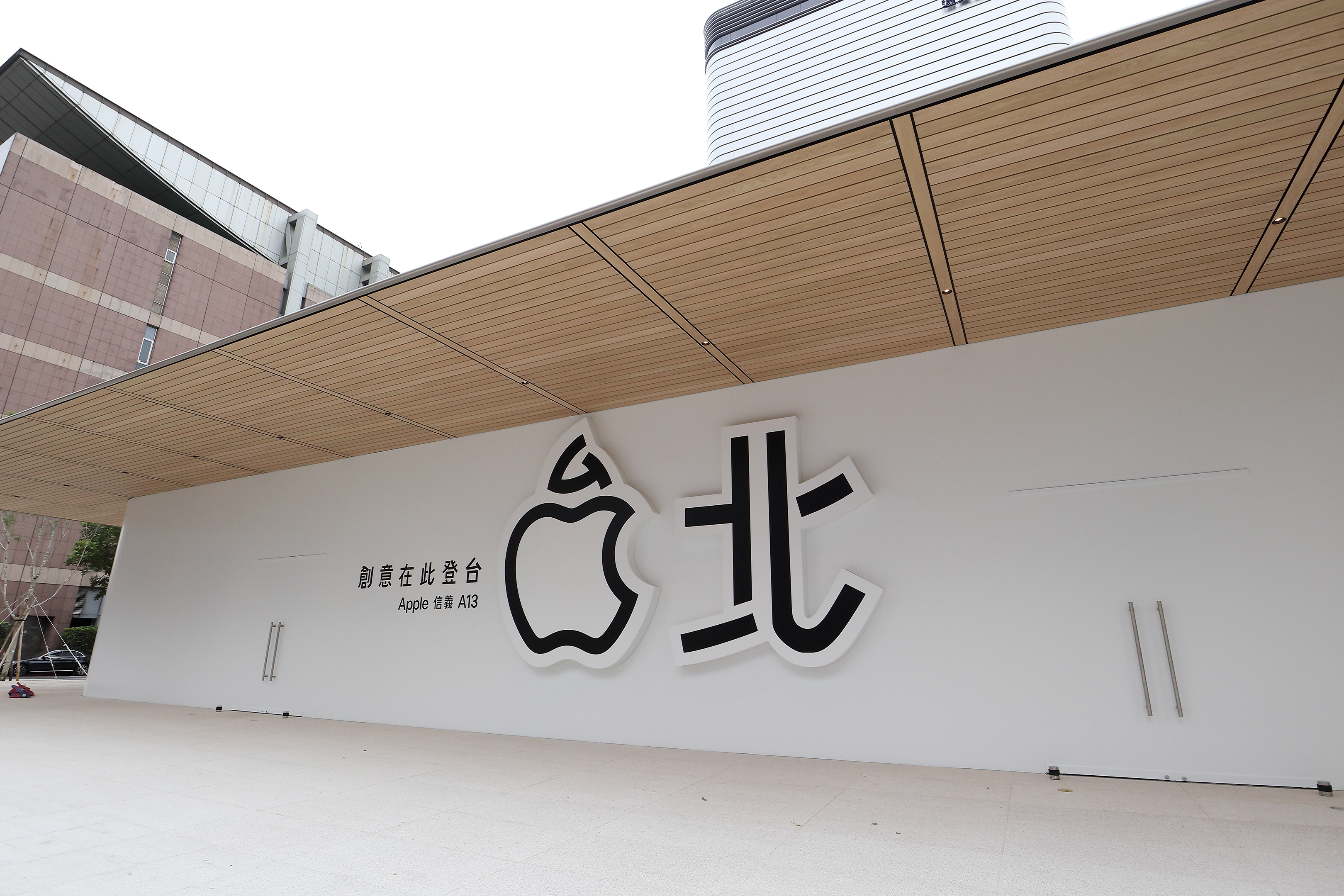
Apple 信義A13開業前的門面（攝於2019年5月）

## 備註
1. ↑  目前蘋果在臺灣設立的直營店皆位於臺北市信義區的信義計畫區內。